# A Fire Inside
A Fire Inside is een ep van de Amerikaanse rockband AFI, uitgebracht in 1998. Het is de laatste plaat met gitarist Mark Stopholese.

## Track listing
1. 3 ½ – 2:22
2. Over Exposure – 2:03
3. The Hanging Garden – 4:21 (The Cure-cover)
4. Demonomania – 0:46 (The Misfits-cover)